# 新妻四郎
新妻 四郎（にいづま しろう、1899年8月25日 - 1951年5月29日）は、日本の俳優である。元映画製作庶務から俳優に抜擢された。新妻 英助（にいづま えいすけ）とも名乗った。

## 人物・来歴
1899年（明治32年）8月25日、福島県に生まれる。
1920年（大正9年）、京都の日活大将軍撮影所に入社、庶務係に配属される。1925年（大正14年）、その体躯が気に入られ社員から俳優となり、尾上卯多五郎主演、池田富保監督のサイレント映画『フラフラ豪傑』の黒雲魔太郎役に抜擢される。同作は同年3月20日に公開され、満26歳での映画俳優デビューとなった。「髭の大男」として人気を得る。1926年（大正15年）、池田富保監督の『実録忠臣蔵 天の巻 地の巻 人の巻』で初めて「不破数右衛門」を演じ、以降、同作も含めて5回演じるあたり役となった。
1930年（昭和5年）、池田富保監督の『元禄快挙 大忠臣蔵 天変の巻 地動の巻』から新妻英助と改名、1933年（昭和8年）、犬塚稔監督の『長脇差風景』を最後に日活を去るまで名乗った。同年、松竹下加茂撮影所に移籍、芸名を新妻四郎に戻す。
第二次世界大戦後、1946年（昭和21年）にマキノ正博監督の『粋な風来坊』、翌1947年（昭和22年）には高木孝一監督の『モデルと若様』、1949年（昭和24年）には溝口健二監督の『わが恋は燃えぬ』といった松竹京都撮影所製作の作品に出演した。
その後松竹を退社、1949年（昭和24年）に映画監督として新妻プロダクションを創立。しかし映画制作は進まず、1951年（昭和26年）5月29日、死去した。満51歳没。

## フィルモグラフィ
すべて出演である。特筆以外は「新妻四郎」名義。

### 日活大将軍撮影所
1925年
- 『フラフラ豪傑』 : 監督池田富保、日活京都撮影所第一部 - 役・巨人 黒雲魔太郎
- 『荒木又右衛門』 : 監督池田富保 - 役・竹内鬼玄丹
- 『赤城颪 国定忠次』 : 監督池田富保、日活・尾上プロダクション提携 - 役・清水岩鉄
- 『新撰組 後篇』 : 監督辻吉郎、日活京都撮影所第一部 - 役・馬場信邦

1926年
- 『実録忠臣蔵 天の巻 地の巻 人の巻』 : 監督池田富保 - 役・不破数右衛門正種
- 『男子突貫』 : 監督徳永フランク - 役・運転手
- 『侠骨三日月 前篇』 : 監督池田富保、日活・尾上プロダクション提携 - 役・剣客相馬五郎
- 『水戸黄門』 : 監督池田富保 - 役・岩神彦四郎
- 『修羅王 前後篇』 : 監督池田富保 - 役・有原剛三

1927年
- 『大久保彦左衛門』 : 監督池田富保 - 役・黒蛇権九郎
- 『地雷火組 第一篇』 : 監督池田富保 - 役・芹沢鴨
- 『地雷火組 第二篇』 : 監督池田富保 - 役・芹沢鴨
- 『増補改訂忠臣蔵  天の巻 地の巻 人の巻』 : 監督池田富保 - 役・不破数右衛門正種

### 日活太秦撮影所
1927年
- 『建国史 尊王攘夷』 : 監督池田富保 - 役・関鉄之助
- 『弥次㐂多 尊王の巻』 : 監督池田富保 - 役・山嵐団六

1928年
- 『弥次㐂多 韋駄天の巻』 : 監督池田富保 - 役・山嵐団六
- 『弥次㐂多 伏見鳥羽の巻』 : 監督池田富保 - 役・山嵐団六
- 『続水戸黄門』 : 監督池田富保 - 役・焼兎の吉助
- 『地雷火組 完結篇』 : 監督池田富保 - 役・芹沢鴨
- 『維新の京洛 竜の巻 虎の巻』 : 監督池田富保 - 役・田中新兵衛
- 『不破数右衛門』 : 監督池田富保 - 役・不破数右衛門（主演）
- 『大学選手』 : 監督浅岡信夫 - 役・応援団長

1929年
- 『英傑秀吉』 : 監督池田富保 - 役・山上金九郎
- 『日活行進曲 堪忍』 : 監督渡辺邦男- 役・馬方丑五郎
- 『八剣飛竜』 : 監督池田富保 - 役・松島剛三
- 『蜂須賀小六 第一篇 長江半之丞の巻』 : 監督高橋寿康 - 役・蜂須賀小六（主演）
- 『蜂須賀小六 第二篇 坂田小平次の巻』 : 監督高橋寿康 - 役・蜂須賀小六（主演）
- 『修羅城 水星篇 火星篇』 : 監督池田富保 - 役・薄田隼人
- 『謎の人形師』 : 監督志波西果 - 役・高岡与四郎
- 『竜巻長屋』 : 監督渡辺邦男 - 役・浪人・赤星（主演）

1930年
- 『元禄快挙 大忠臣蔵 天変の巻 地動の巻』 : 監督池田富保 - 「新妻英助」名義、役・不破数右衛門
- 『腕一本』 : 監督渡辺邦男 - 「新妻英助」名義、役・拳骨の鉄五郎（主演）
- 『競艶恋合戦』 : 監督渡辺邦男 - 「新妻英助」名義、役・虎髭天堂進之丞（主演）
- 『背中の磔』 : 監督清瀬英次郎 - 「新妻英助」名義、役・吹雪算得
- 『怪盗夜叉王 第一篇』 : 監督田中都留彦 - 「新妻英助」名義、役・望月玄藩
- 『怪盗夜叉王 第二篇』 : 監督田中都留彦 - 「新妻英助」名義、役・望月玄藩
- 『怪盗夜叉王 第三篇』 : 監督田中都留彦 - 「新妻英助」名義、役・望月玄藩
- 『小櫻金五郎』 : 監督深川ひさし - 「新妻英助」名義、役・放駒大三郎

1931年
- 『裸一貫』 : 監督渡辺邦男 - 「新妻英助」名義、役・銀五郎（主演）
- 『鼠小僧旅枕』 : 監督伊藤大輔 - 「新妻英助」名義、役・馬方権六
- 『殉教血史 日本二十六聖人』 : 監督池田富保 - 「新妻英助」名義、役・北海熊の源次
- 『心の血煙』 : 監督渡辺邦男 - 「新妻英助」名義、役・加々島（主演）

1932年
- 『田吾作ホームラン』 : 監督池田富保 - 「新妻英助」名義、役・運転手英公
- 『冷飯十万石』 : 監督池田富保 - 「新妻英助」名義、役・稲妻弥五郎
- 『彦左の一本槍』 : 監督池田富保 - 「新妻英助」名義、役・高田郷助
- 『名人巾着切』 : 監督清瀬英次郎 - 「新妻英助」名義、役・関鉄之助（勤王志士）
- 『三萬兩五十三次 前篇 江戸明暗』 : 監督辻吉郎 - 「新妻英助」名義、役・南郷小平太

1933年
- 『長脇差風景』 : 監督犬塚稔 - 「新妻英助」名義、役・馬方 駿州
- 『剣侠美少年』 : 監督松南兵一郎 - 「新妻英助」名義、役・熊手彌十郎

### 松竹下加茂撮影所
1933年
- 『侠客春雨傘』 : 監督冬島泰三- 役・逸見一角
- 『夜盗と青春』 : 監督二川文太郎
- 『刺青判官 百さん危難の巻』 : 監督冬島泰三 - 役・半崎勘四郎（田沼輩下）
- 『鯉名の銀平』 : 監督衣笠貞之助 - 役・心刀一刀流の先生

1934年
- 『恩讐三とせ日記』 : 監督古野英治、市川右太衛門プロダクション / 松竹キネマ - 役・加賀浪人
- 『一本刀土俵入り』 : 監督衣笠貞之助 - 役・河岸山鬼一郎
- 『源三郎異変 必殺剣鬼の巻』 : 監督大曾根辰夫 - 役・後踉け新兵衛
- 『源三郎異変 絢爛恋慕の巻』 : 監督大曾根辰夫 - 役・後踉け新兵衛
- 『勝敗人斬り賽』 : 監督星哲六

1935年
- 『中仙道を行く退屈男』 : 監督古野英治、市川右太衛門プロダクション / 松竹キネマ - 役・人斬り新兵衛（御家人）
- 『中仙道を行く退屈男 後篇 十万石を裁く退屈男』 : 監督古野英治、市川右太衛門プロダクション / 松竹キネマ - 役・人斬り新兵衛（御家人）
- 『道中女仁義』 : 監督星哲六 - 役・清水無角
- 『かごや判官』 : 監督冬島泰三、松竹京都撮影所 - 役・長屋の浪人
- 『太閤記 藤吉郎走卒の巻』 : 監督滝沢英輔、新興キネマ京都撮影所 - 役・蜂須賀小六
- 『蹴手繰り音頭 前篇』 : 監督井上金太郎 - 役・大熊
- 『蹴手繰り音頭 後篇』 : 監督井上金太郎 - 役・大熊
- 『浪人旅殺生菩薩』 : 監督近藤勝彦
- 『船唄雀念佛』 : 監督冬島泰三

1936年

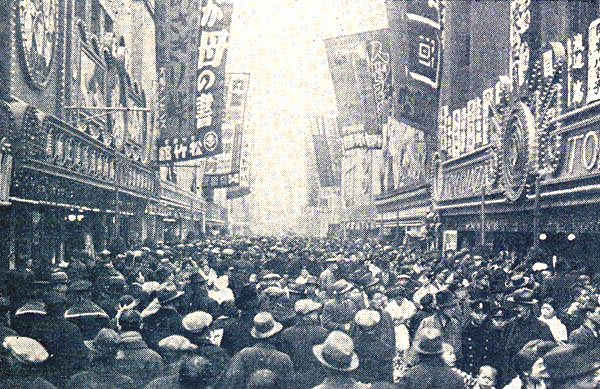
写真左、松竹館に『あさぎり峠』の幟が見える。

- 『初姿出世街道』 : 監督並木鏡太郎、松竹太秦撮影所
- 『姿なき魔刃』 : 監督星哲六 - 役・明智大五郎
- 『藤馬は強い』 : 監督古野英治 - 役・和田藤馬（主演）
- 『四十八人目の浪士』 : 監督伊藤大輔、第一映画 / 松竹キネマ - 「新妻英助」名義、役・不破数右衛門
- 『あさぎり峠』 : 監督伊藤大輔、松竹御室撮影所 - 役・馬方・権六
- 『踊る明君』 : 監督井上金太郎 - 役・花山茂助
- 『お夏清十郎』 : 監督犬塚稔 - 役・仲仕

1937年
- 『大坂夏の陣』 : 監督衣笠貞之助 - 役・青鷺兵衛
- 『富士に立つ退屈男』 : 監督並木鏡太郎、松竹太秦撮影所 - 役・覚善
- 『岩見重太郎』 : 監督押本七之輔、新興キネマ京都撮影所 - 役・塙団右衛門直之
- 『百噺丑満刻』 : 監督冬島泰三・大曾根辰夫・古野英治・岩田英二
- 『元禄快挙余譚 土屋主税 落花の巻』 : 監督犬塚稔 - 役・鳥居利右衛門
- 『元禄快挙余譚 土屋主税 雪解篇』 : 監督犬塚稔 - 役・鳥居利右衛門
- 『髭の五郎太』 : 監督近藤勝彦 - 主演
- 『幽霊花聟』 : 監督中村敏郎 - 役・蟇仙人
- 『番町皿屋敷』 : 監督冬島泰三 - 役・奴権次
- 『春姿五人男』 : 監督冬島泰三 - 役・三河萬歳

1938年
- 『突貫弥次喜多』 : 監督古野栄作 - 役・料亭用心棒（浪人）
- 『剣豪荒木又右衛門』 : 監督伊藤大輔、新興キネマ京都撮影所 - 役・竹の内玄丹
- 『春風伊勢物語』 : 監督二川文太郎 - 役・近侍　寺島左門
- 『紅だすき一刀流』 : 監督星哲六 - 役・法印の大五郎（悪党）
- 『仇討木遣音頭』 : 監督笠井輝二
- 『千両の腕』 : 監督笠井輝二

1939年
- 『権太の小判』 : 監督星哲六 - 役・ぢやぢや馬の五兵衛
- 『両国梶之助』 : 監督冬島泰三- 役・虹ヶ嶽抽右衛門
- 『里見八犬伝』 : 監督吉田信三、新興キネマ京都撮影所 - 役・峰九郎

1940年
- 『美女桜 暴風篇』 : 監督大曾根辰夫 - 役・相馬鬼谷斎
- 『美女桜 黎明篇』 : 監督大曾根辰夫 - 役・相馬鬼谷斎
- 『破魔弓伝奇 潜竜篇』 : 監督笠井輝二 - 役・修験者
- 『破魔弓伝奇 飛竜篇』 : 監督笠井輝二 - 役・修験者
- 『大岡政談 通り魔』 : 監督仁科紀彦、新興キネマ京都撮影所 - 役・浪人牛殺しの多久郎
- 『権三と助十』 : 監督古野栄作・堀内真那夫 - 役・浪人阿波十四郎
- 『国姓爺合戦』 : 監督木村恵吾、新興キネマ京都撮影所 - 役・韃靼の具勒王

1941年
- 『花丸小鳥丸』 : 監督吉田信三、新興キネマ京都撮影所 - 役・熊王
- 『花嫁剣法』 : 監督神脇満（寿々喜多呂九平）、新興キネマ京都撮影所 - 役・塙団右衛門

1943年
- 『海賊旗吹っ飛ぶ』 : 監督辻吉郎・マキノ真三- 役・水夫長ロバート
- 『天狗倒し』 : 監督井上金太郎、小坂哲人 - 役・ギルバード

1944年
- 『北方に鐘が鳴る』 : 監督大曾根辰夫 - 役・ツナレ

### 松竹京都撮影所
- 『粋な風来坊』 : 監督マキノ正博、1946年[2]- 役・大政
- 『モデルと若様』 : 監督高木孝一、1947年[2]- 役・安木
- 『わが恋は燃えぬ』 : 監督溝口健二、1949年- 役・秩父の壮士吉岡正夫

## 註
1. 1 2 3 4 5 6  新妻英助、日本映画データベース、2010年2月18日閲覧。
2. 1 2 3 4 5  新妻四郎、キネマ旬報映画データベース、2010年2月18日閲覧。
3. 1 2 3 4 5 6 7  『芸能人物事典 明治大正昭和』、日外アソシエーツ、1998年11月、「新妻四郎」の項。
4. ↑  フラフラ豪傑、日本映画データベース、2010年2月18日閲覧。
5. ↑  侠客春雨傘、日本映画データベース、2010年2月18日閲覧。